# Magdalena Mouján
Magdalena Araceli Mouján Otaño, nota anche con lo pseudonimo di Inge Matquim (Pehuajó, 26 marzo 1926 – Mar del Plata, 17 luglio 2005), è stata una matematica e scrittrice argentina di origini basche, pioniera dell'informatica, della ricerca operativa e della fisica nucleare, nonché premiata autrice di fantascienza.

## Biografia
Nata il 26 marzo 1926 a Pehuajó (provincia di Buenos Aires) da María Teresa Otaño Alberdi e Armando Mouján, è la nipote dello scrittore e poeta basco Pedro Mari Otaño. Dopo aver studiato matematica all'Università Nazionale di La Plata, completa il dottorato nella stessa disciplina nel 1950.
Svolge incarichi di insegnamento di matematica e statistica presso l'Università Cattolica di La Plata, l'Università nazionale di Córdoba, l'Università Nazionale di Comahue e l'Università Nazionale di Luján, con una pausa temporanea durante la Rivoluzione argentina.
Muore il 17 luglio 2005 a Mar del Plata.

### Attività scientifica
Nel 1957 partecipa al gruppo di ricerca operativa finanziato dall'esercito argentino e guidato dal matematico Agustín Durañona y Vedia insieme agli ingegneri Horacio C. Reggini e Isidoro Marín. Negli anni sessanta entra a far parte della Comisión Nacional de Energía Atómica del Instituto de Físicas di Bariloche, e inizia ad utilizzare il Clementina computer, il primo computer scientifico in Argentina. I suoi calcoli matematici contribuiscono  a costruire il reattore nucleare RA-1 Enrico Fermi.

### Narrativa
Mouján inizia a scrivere fantascienza nei primi anni sessanta con lo pseudonimo di Inge Matquim. Nel 1968, con Los Huáqueros, vince il primo premio alla convention argentina di fantascienza Mardelcon.  Negli anni ottanta collabora con la rivista Nuevomundo: pequeña revista argentina de fantasía y ficción científica.
Il racconto Gu ta Gutarrak (in basco: per "noi e i nostri") è scritto in omaggio alla poesia scritta dal nonno nel 1899 con lo stesso titolo: in esso è riconoscibile "una satira del mito nazionalista basco dell'antichità e purezza della razza basca". Il testo descrive le avventure di una famiglia basca in viaggio nel tempo che ritorna in patria al tempo dei suoi antenati.  La storia viene scelta per un numero del 1970 della rivista spagnola di fantascienza Nueva Dimensión, ma la sua pubblicazione viene bloccata dal regime di Franco in quanto contraria agli ideali dell'unità spagnola. La storia è tradotta in più lingue, infine pubblicata da Nueva Dimensión nel 1979, dopo la morte di Franco, e ripubblicata dall'editore Nuevo Siglo nel 1995 nell'antologia El cuento argentino de ciencia ficción.